# 호소카와 나리모리

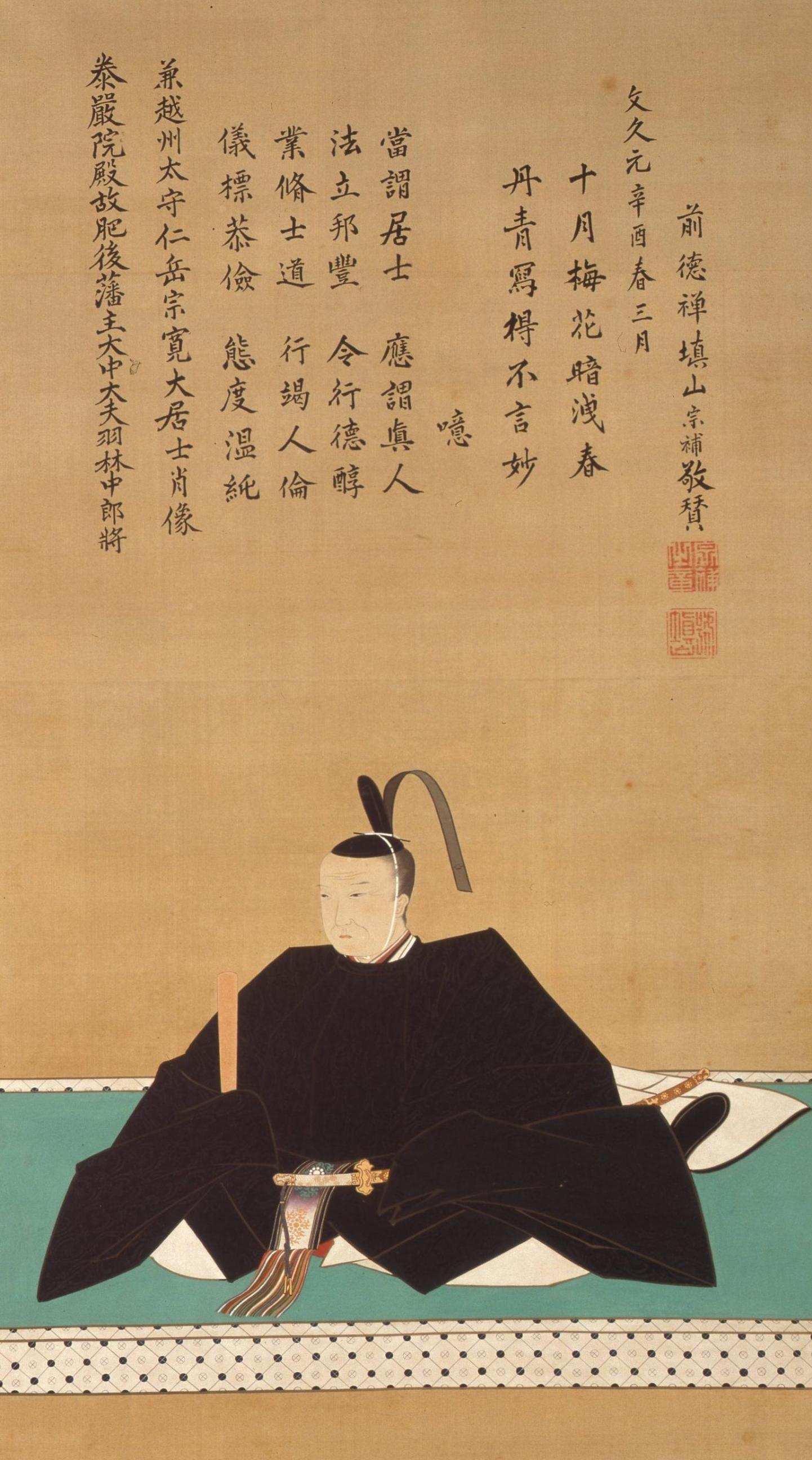
호소카와 나리모리

호소카와 나리모리(細川斉護)는 히고 우토번 제8대 번주, 동국 구마모토번 제10대 번주를 지냈다. 우토 번 호소카와가 제8대 당주, 구마모토 번 호소카와가 제11대 당주. 구마모토 번주 호소카와 나리시게의 장손. 우토 번주 시절의 이름은 다쓰마사(立政). 내각총리대신 호소카와 모리히로의 고조부.
우토 번 선대 번주 호소카와 다쓰유키의 장남으로 태어났다. 어머니는 고가 번주 도이 도시아쓰의 딸이다. 부친 다쓰유키 사후 우토 번 가독을 이었으며 몇년 후 구마모토 번주이자 다쓰마사의 숙부 호소카와 나리타쓰가 후사없이 요절하여 그의 양자로 입적하였다. 구마모토 번 가독을 이은지 얼마되지않아 쇼군 도쿠가와 이에나리의 편휘 나리(斉)를 받고 호소카와씨의 항렬자인 모리(護)를 받아 나리모리로 개명하였다.
| 전임 호소카와 다쓰유키 | 제8대 우토번 번주 (우토 호소카와가) 1818년 ~ 1826년 | 후임 호소카와 유키카 |

| 전임 호소카와 나리타쓰 | 제10대 구마모토번 번주 (히고 호소카와가) 1826년 ~ 1860년 | 후임 호소카와 요시유키(요시쿠니) |